# Resolució 1236 del Consell de Seguretat de les Nacions Unides
La Resolució 1236 del Consell de Seguretat de les Nacions Unides fou adoptada per unanimitat el 7 de maig de 1999. Després de recordar les resolucions anteriors sobre Timor Oriental (Timor Leste), inclosa les 384 (1975) i 389 (1976), el Consell va acollir amb beneplàcit un acord entre Indonèsia i Portugal sobre el futur de Timor Oriental i una proposta de presència de les Nacions Unides per ajudar amb el Referèndum d'Autonomia Especial de Timor Oriental programat per a l'agost de 1999.
El Consell de Seguretat va prendre nota dels esforços sostinguts dels governs tant d'Indonèsia com de Portugal des de juliol de 1983 per trobar una solució internacionalment acceptable per a la qüestió de Timor Oriental. Acollia amb satisfacció els progressos realitzats en la darrera ronda de negociacions el 5 de maig de 1999 sota els auspicis del Secretari General Kofi Annan que van donar lloc a una sèrie d'acords. També es van celebrar acords entre les Nacions Unides i els governs d'Indonèsia i Portugal sobre els acords de seguretat per al referèndum.
La resolució va acollir amb satisfacció la intenció del secretari general d'establir una presència de les Nacions Unides a Timor Oriental el més aviat possible per ajudar en la implementació dels acords mitjançant la realització del referèndum i fer que els consellers policials estiguessin a la disposició de la Policia Nacional d'Indonèsia. Va subratllar la importància d'informar sobre els resultats del referèndum sobre autonomia o independència, la responsabilitat d'Indonèsia de mantenir la pau i la seguretat a Timor Oriental i garantir que les Nacions Unides puguin completar totes les tasques a la regió.
El Consell es congratula per l'establiment d'un fons fiduciari que permeti als Estats membres realitzar contribucions voluntàries per finançar la presència de les Nacions Unides a Timor Oriental. Es va demanar al Secretari General que informés al Consell el 24 de maig de 1999 sobre l'aplicació dels acords i que formulés recomanacions sobre una futura presència de les Nacions Unides; el Consell de Seguretat adoptarà una decisió.